# Saulzet
 Saulzet  là một xã ở tỉnh Allier thuộc miền trung nước Pháp.